# 旺德内斯
旺德内斯（法語：Vandenesse，法語發音：[vɑ̃dnɛs]）是法国涅夫勒省的一个市镇，位于该省南部偏东，属于希农堡（城）区。

## 地理
旺德内斯（46°54'49"N, 3°45'39"E）面积32.49 平方千米，位于法国勃艮第-弗朗什-孔泰大區涅夫勒省，该省份为法国中部省份，北至约讷省，西北接卢瓦雷省，西接谢尔省，南至阿列省，东南接索恩-卢瓦尔省，东临科多尔省。
与旺德内斯接壤的市镇（或旧市镇、城区）包括：穆兰昂日尔贝、雷米伊、伊斯奈、利芒通、蒙塔龙、普雷波尔谢、圣奥诺雷莱班、塞姆莱。

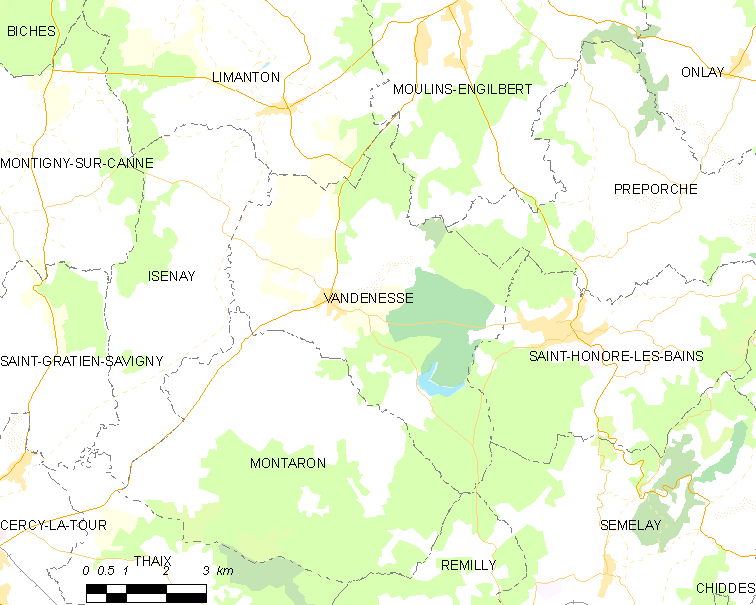
旺德内斯的OSM定位图

旺德内斯的时区为UTC+01:00、UTC+02:00（夏令时）。

## 行政
旺德内斯的邮政编码为58290，INSEE市镇编码为58301。

## 政治
旺德内斯所属的省级选区为吕济县。

## 人口

1962-2008年间旺德内斯人口变化图示

旺德内斯于2022年1月1日时的人口数量为293人。